# Paul Wilhelm Schmiedel
Paul Wilhelm Schmiedel (Zauckerode, 22 décembre 1851-10 avril 1935) est un théologien et exégète protestant allemand.

## Biographie
Né à Zauckerode (aujourd'hui un quartier de Freital près de Dresde) dans le Royaume de Saxe, il étudie la Théologie à l'Université d'Iéna où il a comme professeur Otto Pfleiderer et Richard Adelbert Lipsius.
Diplômé en 1879, il est professeur d'exégèse du Nouveau Testament à l'université de Zurich de 1893 à 1923.
Il collabore en 1894 au Grammatik neutestamentlichen Sprachdioms de Georg Benedikt Winners publie une œuvre remarquée sur les écrits johanniques et apporta de nombreuses contributions à l'Encyclopedia Britannica.